# Verkiezingen voor het Europees Parlement 2024/Kandidatenlijst/Volt
De kandidatenlijst voor de Europese Parlementsverkiezingen 2024 in Nederland van de lijst Volt Nederland (lijstnummer 17) is na controle door de Kiesraad als volgt vastgesteld:
- vet: verkozen
- schuin: voorkeurdrempel overschreden

1. van Lanschot R.J.A. (Reinier), Amsterdam - 140.073 stemmen
2. Strolenberg, A.B.R. (Anna), Rotterdam - 117.793
3. Janssen, T. (Teun), Maastricht - 7.289
4. Muller, A.H.C. (Sacha), Amsterdam - 11.715
5. Hendriks, I.N. (Ian), Amsterdam - 789
6. Ooms, A. (Anouk), Deventer - 12.766
7. Brüsewitz, C.G. (Caspar), 's-Gravenhage - 915
8. Smit, V.I. (Veerle), Utrecht - 8.172
9. Soltani, M. (Mazdak), Amsterdam - 1.369
10. Welling, T.M. (Tetske), Amsterdam - 2.124
11. Deverchère, C.A.C. (Cédric), Gouda - 687
12. Çiğdem, R. (Reyhan), Rotterdam - 2.357
13. Yska, R.W. (Roel), Amsterdam - 867
14. Habets, R. (Roos), Amsterdam - 1.885
15. Sprenger, J.J.L. (Jochem), 's-Gravenhage - 443
16. Veltkamp, A.M. (Anna), 's-Gravenhage - 1.598
17. Vermeer, M.N.H. (Marnix), Amsterdam - 550
18. Meijerman, M. (Miranda), Berlijn (DE) - 1.140
19. Koops, G.J. (Geert), Utrecht - 543
20. Kitowski, V. (Verena), Amsterdam - 570
21. Schouten, R.J. (Ruben), Rotterdam - 740
22. Ansink, M.A. (Monique), Amsterdam - 1.212
23. Kamp, A.C.T. (Bram), Eindhoven - 3.886

GROENLINKS / Partij van de Arbeid (PvdA) ·
VVD · 
CDA - Europese Volkspartij · 
Forum voor Democratie ·
D66 ·
Partij voor de Dieren ·
50PLUS ·
PVV (Partij voor de Vrijheid) ·
JA21 ·
NL PLAN EU  ·
ChristenUnie ·
Staatkundig Gereformeerde Partij (SGP) ·
BBB ·
Meer Directe Democratie ·
SP (Socialistische Partij) ·
vandeRegio ·
Volt Nederland ·
Belang Van Nederland (BVNL) ·
NSC ·
Piratenpartij - De Groenen ·